# Massacro di Celle
Il massacro di Celle, noto anche come "Celler Hasenjagd", fu uno dei crimini della fase finale. L'8 aprile 1945 nei pressi di Celle morirono almeno 170 prigionieri dei campi di concentramento. Fu bombardato un trasporto verso il campo di Bergen-Belsen: i prigionieri sopravvissuti furono prima rilasciati, poi inseguiti e infine assassinati.

## La liquidazione del campo
Quando gli Alleati si avvicinarono il 7 aprile 1945, le SS nel sottocampo di Salzgitter-Drütte misero insieme un trasporto per evacuare i prigionieri con destinazione Bergen-Belsen. Furono radunati anche i lavoratori forzati del campo di Salzgitter-Bad a cui furono aggiunti altri prigionieri del sottocampo di Holzen (vicino a Eschershausen). Nella notte dell'8 aprile, furono portati via in treno dai 3.800 ai 4.500 prigionieri (uomini, donne e bambini), raggiungendo nel pomeriggio la stazione merci di Celle.
Prima che il viaggio potesse proseguire come previsto in serata, iniziò un pesante bombardamento aereo degli Alleati su Celle, durante il quale fu colpito anche il treno. Secondo alcune fonti, più della metà dei prigionieri morì in questo raid aereo; secondo altre è più probabile un numero compreso tra 400 e 1000 morti.

## La caccia ai fuggitivi
I sopravvissuti al bombardamento fuggirono verso la vicina foresta di Neustädter Holz o arrivarono in città in cerca di riparo, viveri e vestiario civile; alcuni dei fuggiaschi fecero irruzione nei negozi e nelle abitazioni dove gli occupanti alloggiavano nel rifugio antiaereo. Le SS di scorta sopravvissute sorvegliavano i prigionieri catturati e presumibilmente non presero parte all'operazione di rastrellamento che seguì. Una compagnia della Wehrmacht e un'unità delle SS di stanza nelle vicinanze rafforzarono le forze di polizia locali. 
Le forze così riunite ricevettero l'ordine di arrestare i prigionieri: chiunque avesse saccheggiato, opposto resistenza o fuggito doveva essere fucilato immediatamente. Gli spari e le urla si sentirono fino a tarda notte. A mezzanotte, la maggior parte dei detenuti sopravvissuti fu radunata in un campo sportivo. Le perquisizioni nelle case e nei giardini, proseseguite il 9 aprile, videro la partecipazione dei civili e del Volkssturm; alcuni prigionieri furono uccisi, in 30 furono giustiziati come saccheggiatori. A Neustädter Holz, dove si rifugiarono molti prigionieri, la perquisizione durò fino al 10 aprile. Alcuni prigionieri riuscirono a rimanere nascosti fino all'arrivo dei liberatori alleati mentre altri furono prima ostaggio della popolazione e poi consegnati alle unità tedesche della Wehrmacht.
L'azione portò al nuovo arresto di circa 1.100 prigionieri. Secondo le informazioni, probabilmente furono fucilati da 200 a 300 prigionieri; si ritiene certo un numero minimo di 170 vittime della strage.

## Il processo
Per motivi non chiari, le SS decimate lasciarono alcuni prigionieri alla Wehrmacht e ne condussero circa 500 (secondo altre fonti, oltre 2.000) a Bergen-Belsen. In questa marcia della morte, le SS uccisero i prigionieri esausti che non potevano più proseguire. Un altro gruppo rimase in una caserma evacuata a Celle.
La responsabilità di questo "campo di concentramento improvvisato" fu affidata a un capitano già responsabile dei prigionieri di guerra e all'amministrazione comunale, incaricata di fornire cibo e cure mediche ai prigionieri. Quando la città fu consegnata senza combattere il 12 aprile 1945, le truppe britanniche trovarono centinaia di persone senza cure, tra cui molti morenti o già morti. Consegnarono immediatamente 162 dei liberati a un ospedale ausiliario.
Secondo Daniel Blatman, solo 1.500 detenuti del trasporto sono sopravvissuti al Giorno della Liberazione.

## Reazione

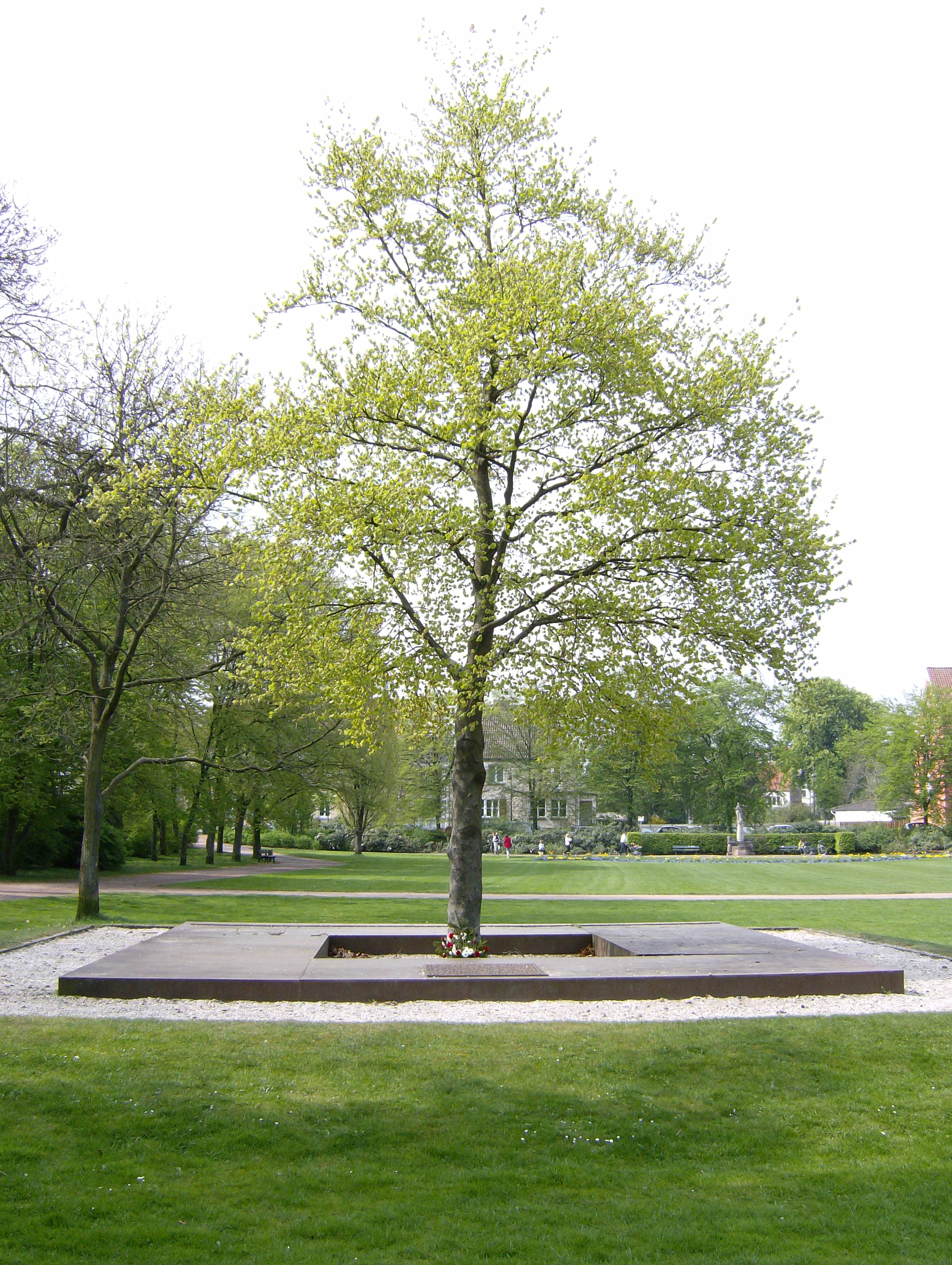
Monumento nel parco di Celle al Trift

A Celle, i soldati britannici incontrarono per la prima volta un gran numero di prigionieri dei campi di concentramento di varie nazionalità, mezzi affamati e in uno stato di totale abbandono. Ciò mise a dura prova il rapporto tra gli occupanti e la popolazione civile.
Le indagini portarono dal 2 dicembre 1947 al "processo per la strage di Celle" davanti a una "Commissione dell'Alta corte di controllo" britannica nel Kaiserin-Auguste-Viktoria-Gymnasium di Celle, che proseguì nell'aprile e nel maggio 1948 ad Hannover e di nuovo a Celle. Tre imputati furono condannati a morte, in quattro ricevettero delle pene detentive da quattro a dieci anni e sette furono assolti. Le condanne a morte furono successivamente revocate o trasformate in pene detentive; tutti i colpevoli furono rilasciati entro la fine del 1952. L'ultimo caso è stato interrotto nel 2007.

## Repressione e trattamento

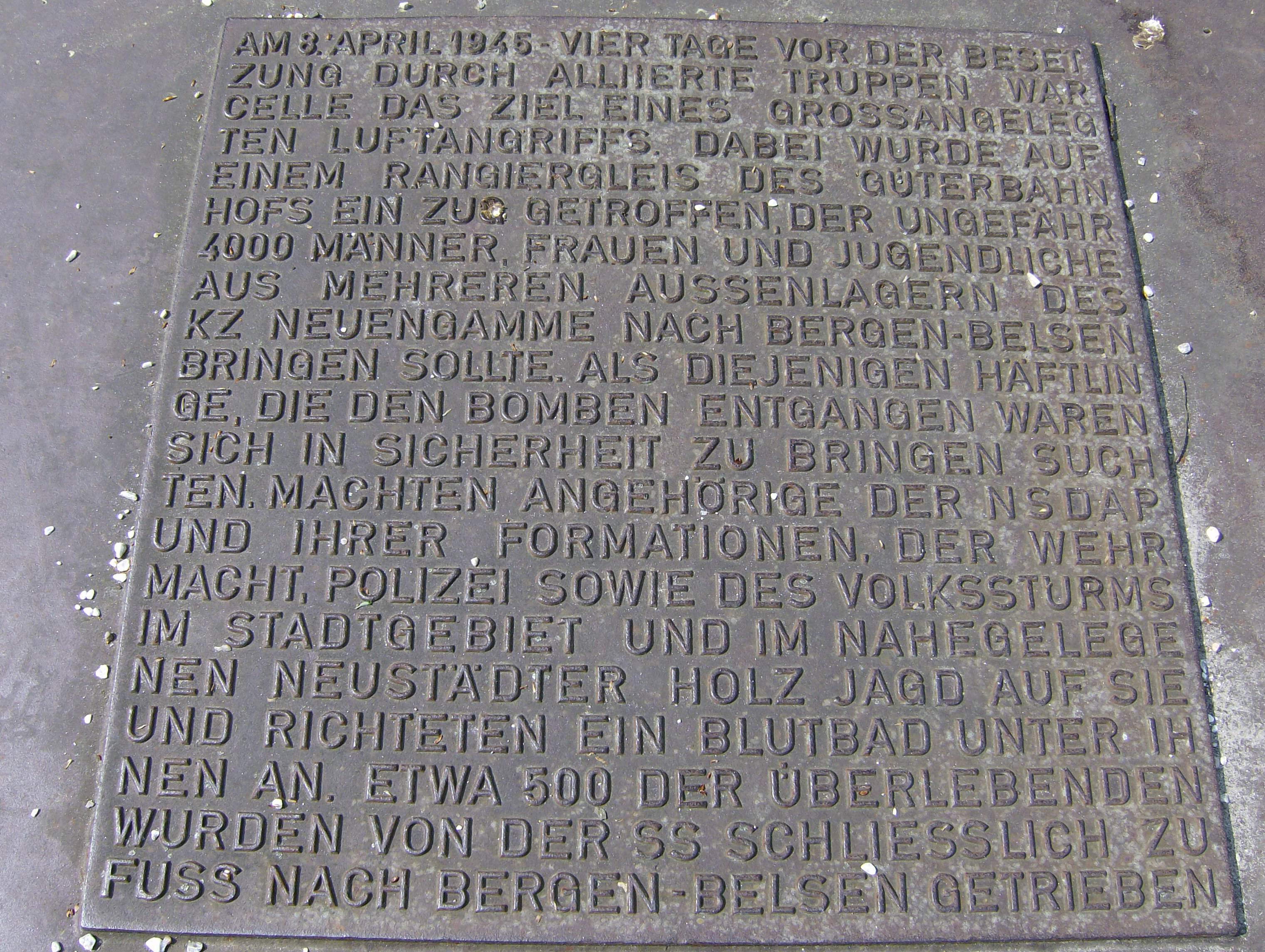
Iscrizione ai piedi dell'albero

Le vittime del raid aereo sul deposito merci furono seppellite negli stessi crateri delle bombe. Solo 33 di loro furono identificati dal numero del campo. Nel 1946 iniziò la ricerca dei luoghi di sepoltura a Neustädter Holz e sulla strada per Bergen-Belsen. Delle 324 vittime uccise o sepolte nel cimitero della foresta, solo in 65 furono identificate. Nel 1949 nel cimitero fu allestito un "luogo di riposo per le vittime della seconda guerra mondiale", che non fornì però ulteriori informazioni sull'assassinio delle centinaia di prigionieri dei campi di concentramento.
Fino al 1978, le pubblicazioni storiche locali fornirono delle descrizioni che menzionavano "un gran numero di civili e innumerevoli detenuti di un campo di concentramento" come vittime dell'attentato dinamitardo pur tralasciandogli altri eventi. All'inizio degli anni '80 crebbe l'interesse per chiarire gli eventi. Nel 1989 si arrivò alla perizia di uno storico e nel 1992 all'erezione di un monumento commemorativo posizionato tra la stazione ferroviaria e il centro cittadino con un'iscrizione che non si limitava a raffigurare l'incursione aerea.
Il memoriale fu realizzato da Johnny Lucius e rappresenta un telaio di ferro con una targa che racchiude un letto di ghiaia con un faggio ed è stato posto in posizione arretrata rispetto ai sentieri. Per come è stato realizzato, il sito è riconoscibile come monumento solo a un esame più attento, in particolare per l'iscrizione poco visibile. Il quadrato d'acciaio simboleggia il percorso infinito della sofferenza, il faggio la speranza per un futuro più umano.
L'opera è frutto di un concorso indetto dal Comune di Celle, in quanto la targa commemorativa prevista inizialmente per la stazione ferroviaria di Celle non fu avallata dalle Ferrovie Federali Tedesche.

## Nella cultura di massa
La punk band tedesca Alarmsignal ha elaborato musicalmente il massacro di Celle nel loro album "Attaque" (2018).